# Bulbophyllum pecten-veneris
Bulbophyllum pecten-veneris är en orkidéart som först beskrevs av François Gagnepain, och fick sitt nu gällande namn av Gunnar Seidenfaden. Bulbophyllum pecten-veneris ingår i släktet Bulbophyllum och familjen orkidéer. Inga underarter finns listade i Catalogue of Life.

## Bildgalleri

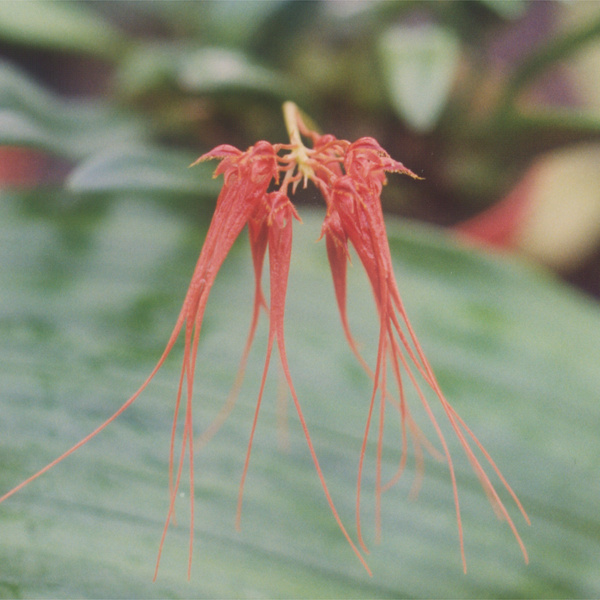
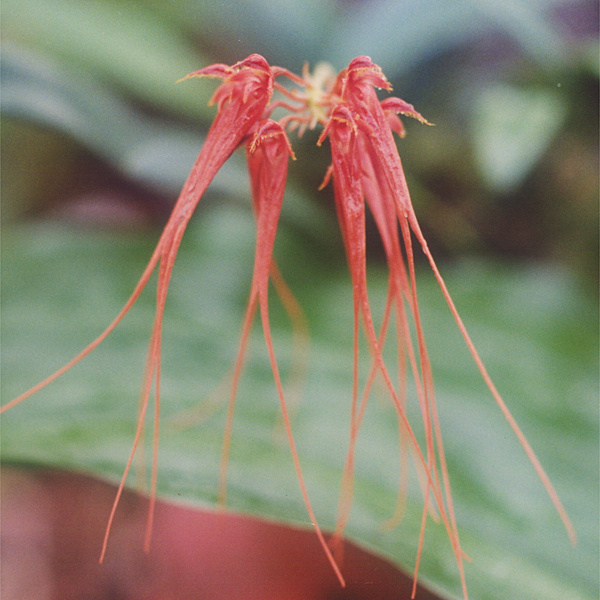
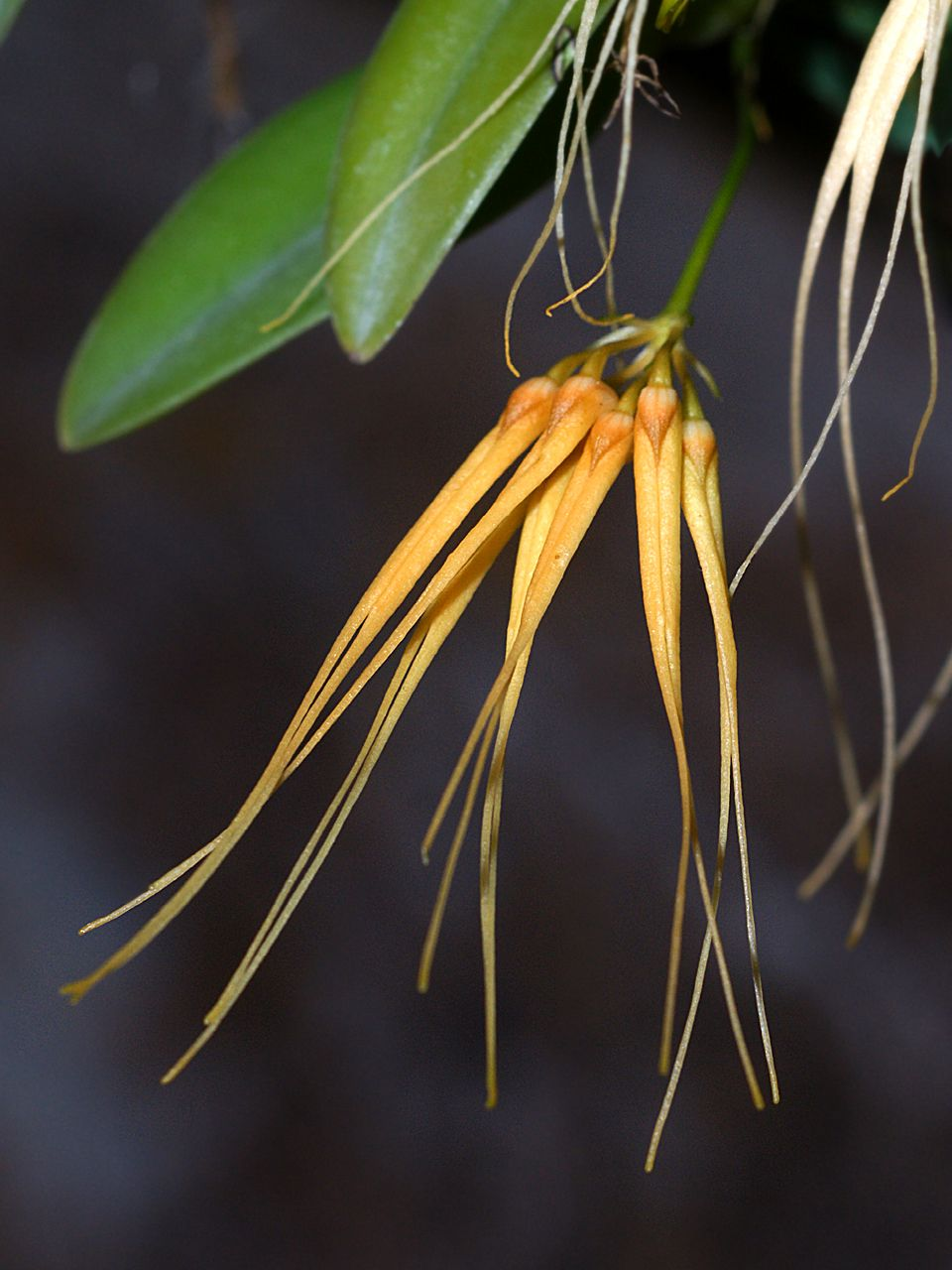
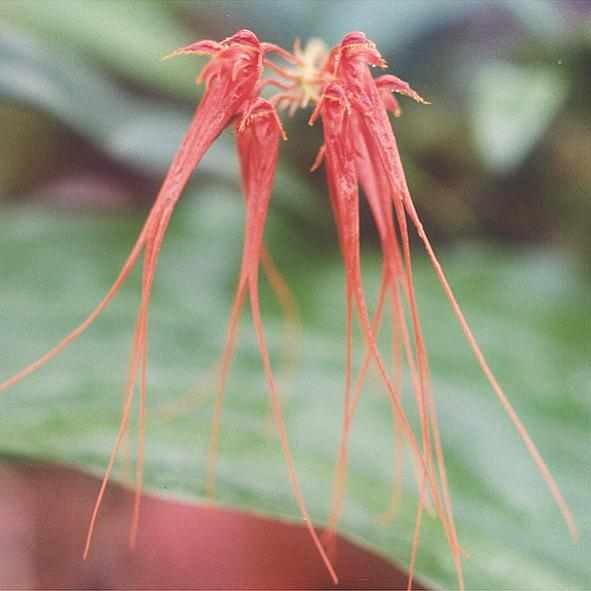